# Insider (Film)
Insider (Originaltitel: The Insider) ist ein US-amerikanischer Thriller von Michael Mann aus dem Jahr 1999 nach einer wahren Begebenheit, die sich Anfang der 1990er Jahre zugetragen hat. Die männlichen Hauptdarsteller sind Russell Crowe als Dr. Jeffrey Wigand und Al Pacino als Dr. Lowell Bergman. Der Film ist eine Co-Produktion von Touchstone Pictures, Spyglass Entertainment, Mann/Roth Productions, Kaitz Productions, Forward Pass und Blue Lion Entertainment im Verleih der Buena Vista International. Er kam am 5. November 1999 in die US-amerikanischen und am 27. April 2000 in die deutschen Kinos. Den Verleih in Deutschland übernahm Constantin Film.

## Handlung
Der Chemiker Dr. Jeffrey Wigand arbeitet für einen amerikanischen Tabakkonzern in der Forschungsabteilung. Nachdem er bei seinen Vorgesetzten Bedenken wegen des Einsatzes von Abhängigkeit erzeugenden Zusatzstoffen im Tabak geäußert hat, wird er entlassen und finanziell abgefunden. Zusammen mit Lowell Bergman, der als Producer in der Redaktion des angesehenen Fernsehmagazins 60 Minutes arbeitet, bringt er – nach anfänglicher Zurückhaltung – gegen den hartnäckigen und teilweise kriminell anmutenden Widerstand der Tabakindustrie sein Wissen an die amerikanische Öffentlichkeit. Trotz Schweigeabkommen und Morddrohungen spricht er mit 60 Minutes über seine Forschungstätigkeit im Bereich der Zusatzstoffe und enthüllt, dass bei der Zigarettenproduktion Cumarin und Ammoniak beigemengt werden, um die suchterzeugende Wirkung des Nikotins zu erhöhen. Sein zuvor eher beschauliches Leben wird dadurch auf den Kopf gestellt und seine Familie zerrüttet. Auch die journalistische Arbeit von Bergman beim Sender CBS gerät durch das brisante Material aus der Bahn, da CBS u. a. Klagen der Tabakindustrie fürchtet und die CBS-Leitung deshalb massiven Druck auf das Fernsehmagazin ausübt. Nur mit Hilfe seiner vielen Kontakte in der Medienbranche und durch geschicktes Fädenziehen gelingt es Bergman, die Story zu veröffentlichen.

## Synchronisation
Die deutsche Synchronisation entstand bei Neue Tonfilm München Film- und Synchronproduktion GmbH.
| Darsteller          | Sprecher             | Rolle                         |
| ------------------- | -------------------- | ----------------------------- |
| Al Pacino           | Frank Glaubrecht     | Lowell Bergman                |
| Russell Crowe       | Oliver Stritzel      | Jeffrey Wigand                |
| Christopher Plummer | Reinhard Glemnitz    | Mike Wallace                  |
| Diane Venora        | Marietta Meade       | Liane Wigand                  |
| Philip Baker Hall   | Horst Sachtleben     | Don Hewitt                    |
| Lindsay Crouse      | Angelika Bender      | Sharon Tiller                 |
| Debi Mazar          | Martina Duncker      | Debbie De Luca                |
| Stephen Tobolowsky  | Wolfgang Müller      | Eric Kluster                  |
| Colm Feore          | Leon Rainer          | Richard Scruggs               |
| Bruce McGill        | Jochen Striebeck     | Ron Motley                    |
| Gina Gershon        | Carin C. Tietze      | Helen Caperelli               |
| Michael Gambon      | Hartmut Reck         | Thomas Sandefur               |
| Cliff Curtis        | Osman Ragheb         | Sheikh Fadlallah              |
| Wings Hauser        | Klaus Guth           | Anwalt für die Tabakindustrie |
| Paul Butler         | Manfred Erdmann      | Charlie Phillips              |
| Dennis Garber       | Thomas Rauscher      | FBI Agent #1                  |
| Tim Grimm           | Gerhard Acktun       | FBI Agent #2                  |
| Nestor Serrano      | Christian Weygand    | FBI Agent Robertson           |
| Willie C. Carpenter | Randolf Kronberg     | John Harris                   |
| David Roberson      | Randolf Kronberg     | John Telafarro                |
| David Clyde Carr    | Ulf-Jürgen Wagner    | Lokaler Nachrichtensprecher   |
| Robert Harper       | Fritz von Hardenberg | Mark Stern                    |
| Mike Moore          | Crock Krumbiegel     | Mike Moore                    |
| Linda Hart          | Michèle Tichawsky    | Mrs. Wigand                   |
| Lynne Thigpen       | Marion Hartmann      | Mrs. Williams                 |
| Pete Hamill         | Michael Gahr         | New York Times Reporter       |
| Michael Paul Chan   | Crock Krumbiegel     | Norman, der Kameramann        |
| Douglas McGrath     | Ulf-Jürgen Wagner    | Privatdetektiv                |
| Gary Sandy          | Thomas Rauscher      | Sandefurs Anwalt              |
| Megan Odebash       | Manuela Renard       | Sandra Sutherland             |
| Roger Bart          | Claus-Peter Damitz   | Seelbach Hotel Manager        |

## Hintergrund
- Der Film beruht auf den Aussagen des echten Dr. Jeffrey Wigand und seines Kontaktes Lowell Bergman. Die Kontroverse um den 60-Minutes-Bericht, der angeblich die tatsächlichen Missstände in der Zigarettenherstellung gar nicht in vollem Umfang aufzeigte, machte 1994 Schlagzeilen.
- Die Darstellung des Dr. Jeffrey Wigand durch den Schauspieler Russell Crowe wurde im Jahr 2006 vom renommierten US-amerikanischen Filmmagazin Premiere in der Liste der 100 besten Darstellungen der Filmgeschichte auf Platz 23 von 100 gelistet.[3]
- Der Oberstaatsanwalt von Mississippi, Mike Moore, spielt sich im Film selbst.
- Die Deutsche Film- und Medienbewertung FBW in Wiesbaden verlieh dem Film das Prädikat besonders wertvoll.

## Kritiken
„Ein Mann allein gegen die US-Tabakindustrie: ‘Heat’-Regisseur Michael Mann rollt einen wahren Fall auf. Meisterhafter Thriller, der die Konventionen des Genres – Verfolgungsjagden und Explosionen – bewusst missachtet, um dennoch fast drei Stunden lang sagenhaft zu fesseln.“

„Ein brillant fotografierter Politthriller, getragen von guten Hauptdarstellern, der auf veräußerlichte Gewaltakte verzichtet und seine Spannung durch die Darstellung struktureller Gewalt aufbaut. Zugleich eine eindrucksvolle Studie über die Manipulationsmechanismen der Medien.“

## Auszeichnungen
Los Angeles Film Critics Association Awards 1999
- Bester Film
- Beste Kamera
- Bester Hauptdarsteller (Russell Crowe)
- Bester Nebendarsteller (Christopher Plummer)

Oscarverleihung 2000
- nominiert für:
  - Bester Film
  - Bester Hauptdarsteller (Russell Crowe)
  - Beste Regie
  - Beste Kamera
  - Bester Schnitt
  - Bester Ton
  - Bestes adaptiertes Drehbuch

Golden Globe Awards 2000
- nominiert für:
  - Bester Film – Drama
  - Beste Regie
  - Beste Filmmusik
  - Bester Hauptdarsteller – Drama (Russell Crowe)
  - Bestes Filmdrehbuch

Humanitas-Preis 2000
- Bester Film

Political Film Society Awards 2000
- Political Film Society Award für Demokratie
- nominiert für:
  - Political Film Society Award für Exposé

National Society of Film Critics Awards 2000
- Bester Hauptdarsteller (Russell Crowe)
- Bester Nebendarsteller (Christopher Plummer)

Directors Guild of America Awards 2000
- nominiert für:
  - Beste Regie